# شوق (فرقة مسك)
شوق (19 مارس 1989 -)، ممثلة ومغنية كويتية ضمن «فرقة مسك» التي تضمها مع أختها مسك وابنة خالتها شهد.

## عن حياتها
عاشت في المملكة المتحدة بسبب عمل والداها هناك. وفي عام 2004 أسست «فرقة مسك» مع أختها مسك وابنه خالتها شهد وذلك في لندن. وفي عام 2007 بدأت بالتمثيل عن طريق المشاركة في المسلسلات التلفزيونية كممثلة. عام 2011 تزوجت من رجل أعمال إماراتي وبذلك اعتزلت الفن.

## أعمالها

### في التلفزيون
| سنة الإنتاج | المسلسل      |
| ----------- | ------------ |
| 2007        | 4×4          |
| 2007        | مذكرات أمونة |
| 2007        | عقاب         |
| 2007        | أوه يا مال   |
| 2007        | عزف الدموع   |
| 2008        | دار الزمن    |
| 2009        | أيام السراب  |

### في المسرح
| سنة الإنتاج | المسرحية    |
| ----------- | ----------- |
| 2007        | بنات أول    |
| 2008        | نجوم الفريج |
| 2009        | الهامورة    |

### في السينما
| سنة الإنتاج | الفيلم    |
| ----------- | --------- |
| 2009        | الدنجوانة |

## روابط خارجية
- شوق على موقع قاعدة بيانات الأفلام العربية